# Yamīnān-e Pā'īn
Yamīnān-e Pā'īn (persiska: يَمنانِ سُفلَى, يَمينان, يَمَنان, يَمينانِ سُفلَى, يَمنانِ پائين, يَمنان, یمینان پائین, Yamnān-e Soflá) är en ort i Iran.   Den ligger i provinsen Kurdistan, i den nordvästra delen av landet, 400 km väster om huvudstaden Teheran. Yamīnān-e Pā'īn ligger 1 592 meter över havet och antalet invånare är 518.
Terrängen runt Yamīnān-e Pā'īn är kuperad åt sydost, men åt nordväst är den bergig. Runt Yamīnān-e Pā'īn är det ganska tätbefolkat, med 65 invånare per kvadratkilometer. Närmaste större samhälle är Sarchī, 8,6 km väster om Yamīnān-e Pā'īn. Trakten runt Yamīnān-e Pā'īn består i huvudsak av gräsmarker.